# Rapphöneduva
Rapphöneduva (Geophaps smithii) är en fågel i familjen duvor inom ordningen duvfåglar.

## Utseende och läte
Rapphöneduvan är en medelstor duva. Fjäderdräkten är enfärgat brun med en vit strimma utmed kanten av bröstet. Ansiktsteckningarna är distinkta, med komiskt utformad röd eller gul bar hud. När fågeln tar till vingarna hörs ett smattrande ljud. Flockspegelduva har svartvita ansiktsteckningar och både arnhemduvan och kimberleyduvan har ljusa vingspeglar.

## Utbredning och systematik
Rapphöneduva delas in i två underarter:
- Geophaps smithii blaauwi – förekommer i nordöstra Western Australia (Kimberley)
- Geophaps smithii smithii – förekommer i nordöstra Western Australia (Cockatoo Springs) och norra Northern Territory

## Status
IUCN kategoriserar arten som livskraftig.

## Namn
Fågelns vetenskapliga artnamn hedrar Sir James Edward Smith (1759-1828), engelsk botaniker och första ordföranden för Linnean Society of London.